# Guigues V. (Forez)

Wappen Guigues' V. von Forez

Guigues V. († 1259) war Graf von Forez aus dem Haus Albon. Er war ein älterer Sohn des Grafen Guigues IV. von Forez.
Er war seit 1224 verheiratet mit Alix de Chacenay, mit der er aber keine Kinder hatte.
Als sein Vater 1241 auf der Rückreise von einem Kreuzzug starb, erbte Guigues V. von diesem die Grafschaft Forez. Kurz nach seinem Regierungsantritt geriet er in eine Auseinandersetzung mit seinem angeheirateten Onkel, Wilhelm von Baffie, um diverse Besitzrechte. Der Streit wurde 1244 nach einer Vermittlung König Ludwigs IX. des Heiligen vertraglich beigelegt. Baffie erhielt mehrere Burgen in Forez, für die er Guigues huldigte.
Guigues nahm ab 1248 am Sechsten Kreuzzug nach Ägypten unter König Ludwig IX. teil. Auf dem Vormarsch von Damiette nach Kairo 1249 wurde er in einem Gefecht gegen die Sarazenen verwundet, als er vom Pferd gestoßen wurde und sich dabei ein Bein brach. Im weiteren Verlauf des Kreuzzuges fiel er wie auch der König in die Gefangenschaft der Mameluken. Er erreichte vermutlich im Oktober 1253 wieder seine Heimat. 
Nach seinem Tod folgte ihm sein Bruder Rainald nach.